# RSVP (приглашение)
В контексте приглашений на мероприятия, RSVP — это запрос подтверждения от приглашённого человека или людей. RSVP — это акроним французской фразы Répondez s’il vous plaît, означающей буквально «Будьте добры ответить» или «Пожалуйста, ответьте».

## Эмили Пост
Высшее общество Англии приняло французский этикет в конце XVIII века, и сочинения Эмили Пост стремились предложить не менее строгий стандарт, чем эти традиции. В издании конца XX века её работы, написанной в 1920 году, говорится: «Любой, получивший приглашение с „R.S.V.P.“ на нём, обязан ответить…», и некоторые издания квалифицируют нарушение этого правила как «непростительную грубость».
Эмили Пост рекомендует получившим приглашение с RSVP на нём ответить как можно скорее — в течение дня или двух с момента получения приглашения.

## Ответ как предупреждение о явке
В то время как RSVP предполагает ответ и от тех, кто будет присутствовать, и от тех, кто не будет присутствовать, есть обсуждения, которые намекают на то, что многие люди неправильно понимают смысл термина — не отвечают, если они не намерены явиться. В Лас-Вегасе, где RSVP — это жизненная сила общественных мероприятий, существует дискуссия о современном использовании этого термина. Там была создана версия «Cautela», по которой нужно отвечать, только если человек принимает приглашение.

## RSVP, только с сожалениями
Фраза «RSVP, только с сожалениями» или просто «Только с сожалениями» — это популярная вариация RSVP Эмили Пост. Цель этой фразы — передать, что «вам нужно ответить только если вы отказываетесь», с сопутствующим «если вы не ответите, это будет принято как молчаливое согласие прийти».
Более конкретно, если в большинстве приглашений подразумевается, что они будут приняты, «RSVP только с сожалениями» сокращает необходимость коммуникации между приглашающим и гостями. Фраза «Только сожаления» подразумевает отказ, который был бы сформулирован в виде вариации фразы «Мы с сожалением сообщаем вам, что не можем явиться…», так что если гость собирается явиться на мероприятие, его ответ будет без «сожалений».